# Johannes Hendrikus Antonius Gommers
Johannes Hendrikus Antonius Gommers (Roosendaal, 14 juli 1909 - Kamaishi, 14 juli 1945)  was een Nederlandse korporaal-vliegtuigmaker bij de Marine Luchtvaartdienst.

## Loopbaan

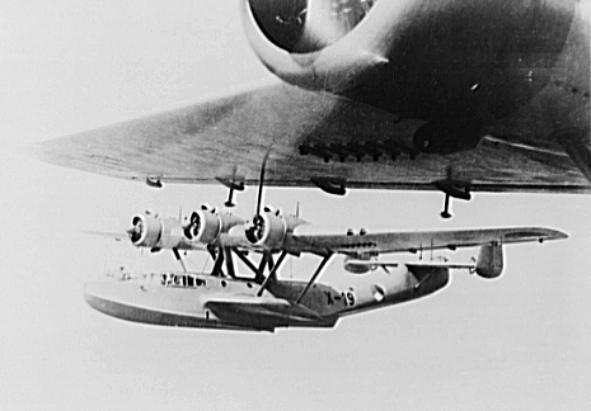
Marineluchtvaartdienst (MLD) Dornier Do 24K-1 "X-19" op patrouille in Nederlands Indië, 1941

Gommers kwam om het leven bij een Amerikaans bombardement op het krijgsgevangenkamp Sendai 5B in de Japanse stad Kamaishi. Hij werd begraven op de Nederlandse erebegraafplaats Menteng Pulo in Jakarta.
Bij Koninklijk Besluit no. 11 van 15 december 1947 werd Gommers postuum onderscheiden met het Vliegerkruis, voor zijn als bemanningslid van de vliegboot Y 45 betoonde "moed, volharding, bekwaamheid en plichtsbetrachting bij het in december 1941 en in januari en februari 1942 uitvoeren van talrijke oorlogsvluchten tegenover de vijand in Nederlandsch-Indië. In het bijzonder door in het tijdvak van 21 - 23 februari 1942 behulpzaam te zijn bij het, met groot risico, redden van overlevenden van Onze torpedobootjager Van Nes en van het S.S. Sloet van de Beele in de Java Zee. Beide schepen werden op 17 februari van dat jaar tot zinken gebracht door aanvallen vanaf het Japanse vliegdekschip Ryujo, waarbij 68 opvarenden om het leven kwamen.